# Раја, Гаја и Влаја
Раја, Гаја и Влаја су тројка цртаних ликова које су 1937. године створили писац Тед Озборн и картуниста Ал Талијаферо и у власништву предузећа The Walt Disney Company. Раја, Гаја и Влаја су нећаци Паје Патка, синови Деле Патак и пранећаци Баје Патка.
Иако су дечаци првобитно створени као несташни да би изазвали Пајину чувену нарав, каснији наступи показали су да су они сами по себи и драгоцени и њему и Баји у њиховим авантурама. Сва тројица дечака су чланови измишљене извиђачке организације Млади мрмоти.